# Dish Network
 (octobre 2023).
La mise en forme du texte ne suit pas les recommandations de Wikipédia : il faut le « wikifier ».
Les points d'amélioration suivants sont les cas les plus fréquents. Le détail des points à revoir est peut-être précisé sur la page de discussion.
- Les titres sont pré-formatés par le logiciel. Ils ne sont ni en capitales, ni en gras.
- Le texte ne doit pas être écrit en capitales (les noms de famille non plus), ni en gras, ni en italique, ni en « petit »…
- Le gras n'est utilisé que pour surligner le titre de l'article dans l'introduction, une seule fois.
- L'italique est rarement utilisé : mots en langue étrangère, titres d'œuvres, noms de bateaux, etc.
- Les citations ne sont pas en italique mais en corps de texte normal. Elles sont entourées par des guillemets français : « et ».
- Les listes à puces sont à éviter, des paragraphes rédigés étant largement préférés. Les tableaux sont à réserver à la présentation de données structurées (résultats, etc.).
- Les appels de note de bas de page (petits chiffres en exposant, introduits par l'outil «  Source ») sont à placer entre la fin de phrase et le point final[comme ça].
- Les liens internes (vers d'autres articles de Wikipédia) sont à choisir avec parcimonie. Créez des liens vers des articles approfondissant le sujet. Les termes génériques sans rapport avec le sujet sont à éviter, ainsi que les répétitions de liens vers un même terme.
- Les liens externes sont à placer uniquement dans une section « Liens externes », à la fin de l'article. Ces liens sont à choisir avec parcimonie suivant les règles définies. Si un lien sert de source à l'article, son insertion dans le texte est à faire par les notes de bas de page.
- La présentation des références doit suivre les conventions bibliographiques. Il est recommandé d'utiliser les modèles {{Ouvrage}}, {{Chapitre}}, {{Article}}, {{Lien web}} et/ou {{Bibliographie}}. Le mode d'édition visuel peut mettre en forme automatiquement les références.
- Insérer une infobox (cadre d'informations à droite) n'est pas obligatoire pour parachever la mise en page.

Pour une aide détaillée, merci de consulter Aide:Wikification.
Si vous pensez que ces points ont été résolus, vous pouvez retirer ce bandeau et améliorer la mise en forme d'un autre article.
Pour les articles homonymes, voir Dish.
Dish Network est une société américaine de diffusion de télévision par satellite et de télécommunications.

## Activités
- Exploitation de chaînes TV payantes

- Conception et développement d'équipements de réception : terminaux numériques, antennes, paraboles.

- Transmission de données et de fichiers audio et vidéo.

## Historique
Le 22 juin 2010, à la suite d'un désaccord entre Disney et Dish Network sur les frais, quatre chaines HD ne sont plus disponibles pour les clients de Dish : ESPNews, ABC Family, Disney Channel et Disney XD.
Le 6 septembre 2013, Disney et Dish entrent dans une phase de renégociation du contrat de diffusion. Le 1er octobre 2013, Dish et Disney prolongent temporairement leur contrat pour éviter l'arrêt des diffusions des chaînes ABC-Disney-ESPN le temps de négocier les nouveaux termes.
Le 4 mars 2014, Disney et Dish annoncent un nouvel accord pour la distribution des chaînes dont Disney, ABC, ESPN et du contenu internet,. Après plusieurs mois de tractation sur le prix et le contenu, l'accord permet à Disney de distribuer ses nouvelles chaînes comme Fusion, SEC Network, Longhorn Network mais aussi les services de contenu Watch ABC/Watch Disney/WatchESPN.
Le 9 février 2015, Dish TV propose un service nommé Sling TV à 20 $ par mois avec un bouquet réduit d'une douzaine de chaînes comprenant toutefois ESPN, Disney Channel, ABC Family, AMC, CNN et Galavision.
En juin 2015, Dish et T-mobile USA sont en discussion pour réaliser une fusion de leurs activités ; ces discussions n'ont pas abouti.
En avril 2018, Sprint et T-Mobile annoncent une nouvelle tentative de fusionner leurs activités,. En juillet 2019, le ministère de la justice américain annonce donner son accord à la fusion, mais demande à T-Mobile de vendre pour 5 milliards de dollars certaines de ses activités, dont des fréquences et sa marque de carte prépayée Boost, à Dish.
Le 17 juillet 2019, les négociations entre Meredith et Dish Network pour la diffusion des chaînes locales sur les bouquets du fournisseur par satellite tournent mal et provoquent des écrans noirs. Le 22 juillet 2019, Disney et Dish Network prolongent les négociations pour la diffusion des chaînes FX et NatGeo sur les bouquets du fournisseur par satellite mais conservent en attendant la disponibilité des chaînes.

## Affaires judiciaires

### Abandon de débris dans l'espace
En 2023, la société est condamnée à une amende de 150 000 dollars pour l'abandon de l'épave d'un satellite sur une orbite considérée comme dangereuse. C'est la première décision pour ce motif formulée par la Commission fédérale des communications à l'encontre d'une entreprise du secteur spatial.

## Principaux actionnaires
Au 9 avril 2020.
| Charles Ergen                  | 12,3% |
| Dodge & Cox                    | 10,3% |
| The Vanguard Group             | 9,29% |
| Putnam                         | 5,72% |
| King Street Capital Management | 4,55% |
| SSgA Funds Management          | 3,94% |
| Eagle Capital Management       | 3,41% |
| JPMorgan Investment Management | 3,30% |
| Harris Associates              | 2,93% |
| Franklin Mutual Advisers       | 2,88% |